# Michael Pedersen (politiker)
 Der er flere personer med dette navn, se Michael Pedersen.
Michael Pedersen (12. juli 1821 – 29. august 1900) var en dansk gårdejer og politiker.
Michael Pedersen var gårdfæster i Svindinge på Fyn og oprindeligt tjener og sekretær for grev Adam Gottlob Moltke-Huitfeldt på Glorup. I 1864 fik han sin politiske debut, da han slog urmager J.F. Lorentzen ved det andet valg til Rigsrådets Folketing 30. maj 1864. Blot en måned senere stillede Pedersen op til Folketingsvalget 7. juni og vandt her mandatet i Faaborgkredsen uden modkandidat, eftersom Lorentzen havde trukket sig. Det blev begyndelsen på mange år i politik. Han sad med nogle få års afbrydelser i Folketinget indtil 1890, hvor han frivilligt trak sig tilbage.
Pedersen stemte imod den "gennemsete" Grundlov af 1866 og junivalget samme år kom ikke overraskende til at handle om forfatningskampen. Ved dette valg fik han kateket C. Vadum fra Faaborg som modstander. Pedersen forsvarede ihærdigt den almindelige valgret og Junigrundloven.
Pastor Leth fra Svanninge anbefalede pastor Vadum som en sjælden begavelse og en sand fædrelandsven. Den tidligere folketingsmand Rasmus Pedersen Milling fra Horne anbefalede Michael Petersen, hvorefter der førtes et livligt ordskifte mellem kaptajn Poulsen, Milling, Vadum og Petersen. Resultatet af den skriftlige afstemning blev følgende: Antal vælgere 2571, stemmer af 1202, kateket Vadum 494, Michael Petersen 708. 
Allerede den 12. oktober samme år var der folketingsvalg igen. Ved dette valg var Pedersen oppe imod en modkandidat, kaptajn Edvard Nielsen fra Nyborg. Han var optaget af skyttesagen og oprettelsen af forsamlingshuse og slog på de nationale strenge efter krigen 1864. Samtidig førte Nielsen en ihærdig kampagne i by og på land for at vinde tilhængere. Men generelt var valgdeltagelsen ringe, formentlig fordi den nye grundlov havde indskrænket den almindelige valgret. Fra Hundstrup mødte kun 7 ud af 102 valgberettigede vælgere på valgstedet, mens der fra Vester Skerninge-Ulbølle kun mødte 46 af 326.
I spidsen for valghandlingen den 12. oktober blev stod kancelliråd Schumacher. Assessor Deichmann anbefalede kaptajn Nielsen, og denne holdt et foredrag, hvori han udviklede sine synspunkter. Organist Kistrup, Horne, der var formand for egnens skytteforeninger, anbefalede ligeledes at stemme på Edvard Nielsen. Rasmus Pedersen Milling var derimod stadig en trofast støtte af Michael Pedersen, hvem han roste for udholdenhed i striden om grundloven. J.F. Lorentzen spurgte, om Michael Petersen ville forsøge at indføre ændringer i forfatningen, hvortil Michael Petersen svarede, at han i øjeblikket ville modsætte sig alle sådanne forsøg. Nu burde man tage forfatningen, som den var. Ved kåringen blev Edvard Nielsen erklæret for valgt, men Michael Pedersen forlangte skriftlig afstemning, og den resulterede i, at Michael Petersen snuppede mandatet med 409 stemmer mod Edvard Nielsens 401.
Ved valget 22. september 1869 måtte Michael Pedersen se sig slået af kaptajn Theodor Zeilau, som dog kun sad en enkelt valgperiode. Zeilau viste sig at blive en kortvarig afbrydelse i Pedersens politikergerning. Kun kun 27,7 pct. af vælgerne havde vist sig i 1869, men fire år senere dukkede det dobbelte antal vælgere frem, 48,3 pct.
I 1873 stod han over for tre modkandidater, nemlig lærer og organist Kistrup fra Horne, gårdfæster J.J. Dahlkild fra Svanninge og tobakshandler Carl Hansen fra Faaborg. Hans modstandere kunne imidlertid ikke samles på én front, men splittede stemmerne, og Michael Petersen valgtes med 484 stemmer, Kistrup fik 433, Dahlkild 243 og Carl Hansen 165 ud af i alt 1325 afgivne stemmer. Valget gav Venstre dets første flertal i Folketinget og gjorde krav på regeringsmagten. Men hverken kongen eller Landstinget ville afgive magten, hvorfor Folketingsflertallet greb til det udsædvanlige skridt at nægte at lade finansloven overgå til 2. behandling. Landstinget svarede igen ved at opløse Rigsdagen og for første gang udstede en provisorisk finanslov. Det blev startskuddet på provisorietiden.
Sammen med 52 andre venstremænd havde Pedersen forkastet finansloven, hvilket ikke var populært i hans valgkreds. Distriktslæge Salicath, der havde været deltager i en skarp pennefejde med Michael Pedersen, åbnede mødet og udbad sig klarhed over, hvorvidt kredsen kunne billige den situation, der var opstået. Sagfører Hoskiær ønskede, at by og land i enighed kunne arbejde for at få valgt en mand, der ville støtte kongen og regeringen. Efter et ledende spørgsmål fra Deichmann om det legitime i at forkaste finansloven blev Pedersen vraget. Valgkredsens ledende kræfter opstillede i stedet den mere moderate venstremand J.J. Dahlkild, der blev valgt med 794 stemmer mod Michael Petersen 728.
Men ved valget i 1876 blev Pedersen atter valgt og sad helt frem til 1890, hvor han ikke genopstillede. De følgende valg gik således:
- 25. april 1876: Michael Pedersen 969, gårdejer J.J. Dahlkild 595.
- 3. januar 1879: Michael Pedersen 844, redaktør C.A. Willemoes, Odense (Højre) 700.
- 25. maj 1881: Michael Pedersen 948, redaktør Willemoes 649.
- 26. juli 1881: Michael Pedersen 1050, greve C.B. Reventlow, Christianslund, 806.
- 25. juni 1884: Michael Pedersen 1163, gårdejer Lars Christiansen, Ærenlund, Ryslinge (Højre) 756.
- 28. januar 1887: Michael Pedersen 1249, gårdejer Lars Christiansen 1081.